# Hanhivittikko fäbod
Hanhivittikko fäbod (hanhi=gås, vittikko=snår), även Hanhinvittikko, är en bevarad fäbod cirka 10 kilometer nordväst om Övertorneå. Fäboden anlades på 1860-talet och var i bruk fram till 1965. I dag hålls fäbodsmiljön levande med fjällkor, får, grisar och höns. Fäboden blev år 2002 kulturreservat, det första i Norrbottens län. Hanhivittikko fäbod har stor artrikedom, med många arter som annars är sällsynta. Under beredskapstiden fanns både militär- och flyktingläger på fäboden.